# 山本觉马
山本觉马（日语：／ Yamamoto Kakuma，1828年2月25日—1892年12月28日）是日本江戶時代末期会津藩士，枪炮专家。明治維新后任地方官员，作为政治家指导京都府的政治。亦同时是協助新岛襄創立同志社英学校（今同志社大学），为同志社大学办学发祥地出让土地而为人所知。

## 生平

### 武士时代
會津藩的砲術指南役山本權八的長子，在鶴之城附近的武士家庭出生。山本家的遠祖是被認為是甲州流軍学的創始人山本勘助，代代為藩主服務並擁有軍學傳統。母親是山本佐久。幼名義衛，諱名良晴。
觉马4歲時就能背誦唐詩選中的五言絶句，並在藩校日新館學習，展現出優異的才華。22歲時，觉马前往江戸，進入佐久間象山的塾，拜師武田斐三郎和勝海舟。觉马學習了弓馬槍刀等傳統武藝。約23歲時，觉马獲得藩主松平容敬的表揚。25歲時，再次前往江戸，他在大木衷城學習蘭學，並跟隨江川太郎左衛門研究洋式砲術。28歲時回到會津，成為日新館的教師，開設了蘭學所進行教學，但由於守舊派的批評，被處以禁足一年的懲罰。然而，觉马堅持自己的初衷，倡導軍制改革，最終被任命為軍事取調役兼大砲頭取。1862年，觉马隨著藩主松平容保擔任京都守護職，前往京都，負責西洋式的軍隊訓練，同時主持洋學所，為京都的諸藩士進行西洋學術的講義。
1864年，觉马領砲兵隊參加了禁門之變，立下了戰功，升為公用人。覺馬有了更多機會與幕府和其他藩的名士交往，擴展了活動範圍。然而，觉马不幸患上了眼病，幾乎失明。據說失明的原因是禁門之變時的受傷，以及他一直患有的白內障惡化。儘管失明，觉马仍然照顧象山遺孤三浦啓之助，介紹三浦給新選組及西周，這也是覺馬擴展西洋知識的時期。後來，覺馬撰寫了西洋知識的重要著作《百一新論》。
1866年12月左右，觉马與會津藩士中澤帶刀一起前往長崎，進行了與德國商人卡爾·雷曼（Carl Wilhelm Heinrich Lehmann）的購槍談判。1867年3月，與紀州藩達成協議，觉马代表紀州藩購買了3000挺德式槍械，4月又代表會津藩和桑名藩購買了1300挺槍械。然而，這批槍衼未能在鳥羽伏見之戰期間交付，後來由紀州藩接收，並在藩政改革後，遭明治新政府沒收，用於西南戰爭。同時，觉马也在兵庫介紹了雷曼和會津藩家老田中土佐之間的會面。據說在長崎期間，覺馬在西洋式醫院精得館接受了荷蘭醫生博杜恩（Anthonius Franciscus Bauduin）的眼科檢查。與此同時，觉马通過赤松小三郎，試圖促進薩摩藩和幕府之間的合作，但赤松卻遭到暗殺。
1868年，在鳥羽伏見之戰期間，觉马弟弟三郎在戰鬥中陣亡，而覺馬留在京都遭薩摩藩俘虜，囚禁二本松邸（現在的同志社大學今出川校區）。然而，薩摩藩內已經知道了覺馬的優秀才能，對他非常禮遇。在此期間，覺馬透過口述筆記撰寫了《管見》，上呈薩摩藩主島津忠義。薩摩藩的小松、西郷等人讀了這份建議書後，更加敬重覺馬，進一步改善他的待遇。1868年（明治元年），覺馬移至仙台藩的醫院，並在岩倉具視的拜訪下，於次年獲得釋放。

### 从政时代
1870年，恢復自由身的覺馬接受京都府大參事河田佐久馬的推薦，進入京都府廳工作，擔任権大參事，掌握府政實權，出任時任京都府令及知事槇村正直的顧問，引導府治工作。在槇村的領導下，覺馬積極推動了許多開明的政策，包括成立小中學校、女學校、醫院、醫學院等，並提交了聯結大阪和北陸的京都鐵道敷設願書，促進京都現代化。此外，覺馬在家中開設講筵，講授政治學和經濟學。覺馬也支援了日本首個博覽會——京都博覽會。1873年，覺馬撰寫了日本最早的英語旅遊指南。此外，他在這個時期也損傷了脊髓，導致他失去了身體的行動能力。

### 信仰时代
1875年春，受当时在大阪传教的美国会众派传教团体的影响。覺馬認為，基督教正是可以真正磨練日本人心靈，促進進步的力量。 那时，与新岛襄（其与山本觉马妹妹山本八重（新岛八重）已结婚)结识，得知新岛建立学校的计划，山本觉马将明治维新后从旧萨摩藩购入的6000坪地给予新岛，并联名向文部省申请设立新的学校，即同志社英學校，今日同志社大學的今出川校區。[。
1877年，解任府顧問職，覺馬在第1屆京都府議會選舉中，在上京區獲得了51票，當選為府議會的第一批議員，並成為首任議長。然而，覺馬與推行地租追徵稅的府知事槇村發生了衝突，槇村暫時撤回，然後向府議會提交了追徵稅議案，並獲得通過。覺馬和其他議員辭職，而槇村不久之後也辭去了京都府知事，改任元老院議官。此後，覺馬以同志社重心工作，並延攬舊藩主松平容大至同志社就讀。1885年，覺馬擔任京都商工會議所會長，並於該年與妻子時榮一起受洗。1890年，新島逝世後，覺馬擔任同志社的臨時校長，為同志社的發展作出貢獻。在覺馬擔任臨時校長期間，成立了哈里斯理化學校和同志社政法學校。1892年7月，覺馬改信天主教，同年12月去世，享年64歲。1915年，覺馬獲追贈從五位官職。墓地位於若王子山上的同志社墓地。

## 管見
《管見》（日语：／），是覺馬於1868年6月向新政府提出的建議書，涵蓋政治、經濟、教育等22項目，論述日本未來應有的發展方向。
內容類似於思想家横井小楠所提出的《國是三論》，主張建立富國強兵、士道確立（經濟、國防、道德），但進一步發展。內容從實行「三權分立」的「政體」，提出設立大院和小院的兩院制「議事院」，並涉及「學校」、「変制」，從封建制轉變成郡縣制，廢除世襲制，稅制改革等。還包括「國體」、「建国術」、「製鉄法」、「貨幣」、「衣食」，推動女子教育的「女学」，實行遺產平均分配的「平均法」，制定「醸造法」、「条約」、「軍艦国体」、「港制」、「救民」、規範髮型的「髪制」、呼籲將寺廟轉為學校的「變佛法」、「商律」、「時法」，推行陽曆的「暦法」，主張聘用西方醫生的「官医」等等，內容涵蓋眾多領域。《管見》對未來進行了前瞻性的展望，也與明治新政府的政策有著密切的關聯。

### 註
1. ↑  其他囚犯被安排在土間睡覺，而覺馬則有專門鋪設地板的榻榻米。而且他還得到額外的寢具和每天一升的酒等特別待遇。
2. ↑  在這期間，聽講的學生包括日後成為滋賀縣和東京府知事的松田道之，以及大阪府知事的藤村紫朗

### 註腳
1. 1 2 3 4 5 6 7 8  『日本近現代人名辞典』、1113頁
2. 1 2 3 4 5 6 7 8  『日本人名大事典』，397頁
3. ↑  荒木，118頁。
4. ↑  荒木，85頁。
5. ↑  荒木，107 - 108頁。
6. ↑  安藤，276頁。
7. ↑  「さつま人国誌　会津藩士・山本覚馬と薩摩藩（下）」 （页面存档备份，存于）『南日本新聞』2013年5月20日
8. ↑   (PDF).   [2023-07-31]. （原始内容存档 (PDF)于2023-07-31）.
9. 1 2 3 4 5 6 7 8  『日本近現代人名辞典』，1114頁
10. ↑  . レファレンス協同データベース.   [2020-08-23].
11. ↑  同志社々史々料編纂所 『同志社九十年小史』 学校法人同志社，1965年，36頁
12. ↑   (PDF). カトリック河原町教会だより. 2014.1  [2020-12-29]. （原始内容存档 (PDF)于2023-07-31）.
13. ↑  田尻佐 編『贈位諸賢伝 増補版 上』（近藤出版社，1975年）特旨贈位年表 p.38

## 外部連結
- 山本 覚馬｜会津若松市戊辰150周年記念事業 （页面存档备份，存于）
- 兄・山本覚馬について｜八重とその家族｜同志社大学 （页面存档备份，存于）